# Stelle principali della costellazione della Lepre
Segue un prospetto delle stelle principali della costellazione della Lepre, elencate per magnitudine decrescente.